# فران پره‌آ
فران پره‌آ (اسپانیایی: Fran Perea‎؛ زادهٔ ۲۰ نوامبر ۱۹۷۸) خواننده و بازیگر اهل اسپانیا است. نخستین حضور سینمایی او در فیلم کوبا در نقش یک نوزاد بوده است.
از فیلم‌ها یا مجموعه‌های تلویزیونی که وی در آن‌ها نقش داشته است، می‌توان به سونات سکوت، خانواده سرانو، پس از کلاس، ۱۳ گل رز و باران تابستان اشاره نمود.